# Góry Onońskie
Góry Onońskie (ros.: Ононский хребет, Ononskij chriebiet) – pasmo górskie w azjatyckiej części Rosji, w południowo-wschodnim Zabajkalu, na lewym brzegu Undy (prawego dopływu Ononu). Rozciąga się z południowego zachodu na północny wschód na długości ok. 90 km i średniej szerokości ok. 20 km. Wznosi się średnio na wysokość 1000–1200 m n.p.m.; najwyższy szczyt, Pietrowka, ma wysokość 1323 m n.p.m. Zbudowane jest ze skał z okresu późnego paleozoiku i mezozoiku, głównie z granitów, granitoporfirów, a w części południowej także z piaskowców i zlepieńców. Dominuje rzeźba średniogórska. Zbocza zachodnie są łagodne, wschodnie natomiast charakteryzują się dużą stromością i silnym rozczłonkowaniem. Pasmo porośnięte jest lasostepem i tajgą modrzewiową.